# Ngũgĩ wa Thiong'o
Ngũgĩ wa Thiong'o (rojen James Ngugi), kenijski pisatelj, filozof in profesor, * 5. januar 1938, † 28. maj 2025.
Piše predvsem v gikujščini, prej pa je pisal v angleščini. O njem pravijo, da je "veljal za vodilnega vzhodnoafriškega pisatelja." Njegova dela vključujejo romane, drame, kratke zgodbe in eseje, od literarne in družbene kritike do otroške literature. Je ustanovitelj in urednik revije Mũtĩiri v kikujščini. Njegova kratka zgodba The Upright Revolution: Or Why Humans Walk Upright, je prevedena v 100 jezikov z vsega sveta.
Leta 1977 se je Ngũgĩ v rodni Keniji lotil nove oblike gledališča, ki je s spodbujanjem spontanosti in sodelovanja občinstva pri predstavah skušala osvoboditi gledališki proces od po njegovem mnenju "splošnega meščanskega izobraževalnega sistema".  Njegov projekt je želel "demistificirati" gledališki proces in se izogniti "procesu odtujitve, ki ustvarja galerijo aktivnih zvezd in nediferencirano množico hvaležnih občudovalcev", ki po Ngũgĩjevem mnenju spodbuja pasivnost "navadnih ljudi". Čeprav je bila njegova prelomna igra Ngaahika Ndeenda, napisana skupaj z Ngugi wa Mirii, komercialno uspešna, jo je kenijski režim šest tednov po premieri zaprl.
Ngũgĩ je bil nato več kot leto dni zaprt. Umetnik, ki ga je Amnesty International sprejela, da je bil zaprt zaradi političnega stališča, je bil izpuščen iz zapora in je pobegnil iz Kenije. V Združenih državah Amerike je trenutno zaslužni profesor primerjalne književnosti in angleščine na Univerzi Kalifornije v Irvinu. Pred tem je poučeval tudi na univerzah Northwestern, Yale in New York. Ngũgĩ je pogosto veljal za verjetnega kandidata za Nobelovo nagrado za književnost. Leta 2001 je prejel mednarodno nagrado Nonino v Italiji, leta 2016 pa nagrado Park Kyong-ni. Med njegovimi otroki sta pisatelja Mũkoma wa Ngũgĩ in Wanjiku wa Ngũgĩ.

## Življenje

### Zgodnje otroštvo in izobraževanje
Ngũgĩ se je rodil v kraju Kamiriithu blizu Limuruja v okrožju Kiambu v Keniji, in bil krščen kot James Ngugi. Njegova družina je bila vpletena v vstaji Mau; njegov polbrat Mwangi je aktivno sodeloval v Kenijski vojski za zemljo in svobodo, njegova mati pa je bila mučena na stražnici doma v Kamiriithu.
Obiskoval je srednjo šolo Alliance High School in nato študiral na univerzitetnem kolidžu Makerere v Kampali v Ugandi. Kot študent se je junija 1962 udeležil konference afriških pisateljev, ki je potekala na Makerereju; njegova igra The Black Hermit je bila premierno uprizorjena v Narodnem gledališču. Na konferenci je Ngũgĩ prosil Chinua Achebeja, naj prebere rokopisa njegovih romanov The River Between in Weep Not, Child, ki sta bila pozneje objavljena v Heinemannovi seriji afriških pisateljev, ki se je začela istega leta v Londonu, Achebe pa je bil njen prvi svetovalni urednik. Leta 1963 je Ngũgĩ na Univerzi Makerere v Ugandi diplomiral iz angleščine.

### Prve izdaje in študiji v Angliji
Njegov prvenec, roman Weep Not, Child, je izšel maja 1964 in je postal prvi roman v angleščini, ki ga je objavil pisatelj iz vzhodne Afrike.
Kasneje istega leta je Ngũgĩ, ki je dobil štipendijo za magistrski študij na Univerzi v Leedsu, odpotoval v Anglijo, kjer je leta 1965 izdal njegov drugi roman The River Between. Ta ima za ozadje vstajo Mau in opisuje nesrečno romanco med kristjani in nekristjani ter je bil prej vključen v kenijski nacionalni učni načrt za srednje šole. Leeds je zapustil, ne da bi dokončal disertacije o karibski književnosti, pri kateri se je osredotočil na Georgea Lamminga, katerega je zelo občudoval.

### Sprememba imena, ideologije in poučevanja
Ngũgĩjev roman A Grain of Wheat iz leta 1967 je zaznamoval njegovo sprejetje marksizma, nato se je odpovedal pisanju v angleščini in imenu James Ngugi kot kolonialističnemu; do leta 1970 se je preimenoval v Ngũgĩ wa Thiong'o in začel pisati v svojem rodnem jeziku kikujščini. Leta 1967 je Ngũgĩ začel poučevati na Univerzi v Nairobiju kot profesor angleške književnosti. Na univerzi je poučeval še deset let, hkrati pa je bil štipendist za ustvarjalno pisanje na univerzi Makerere. V tem času je eno leto gostoval tudi na Univerzi Northwestern v Illinoisu, ZDA na oddelku za angleščino.
Ko je bil profesor na Univerzi v Nairobiju, je bil Ngũgĩ pobudnik razprave o ukinitvi oddelka za angleščino. Trdil je, da je po koncu kolonializma nujno, da univerza v Afriki poučuje afriško književnost, vključno z ustno književnostjo, in da je to treba početi ob zavedanju bogastva afriških jezikov.

### Zapor
Leta 1976 je Thiong'o pomagal ustanoviti Izobraževalni in kulturni center skupnosti Kamiriithu. Naslednje leto je izšla knjiga Petals of Blood. Njeno močno politično sporočilo in sporočilo njegove igre Ngaahika Ndeenda (Poročil se bom, ko bom hotel), ki jo je napisal skupaj z Ngũgĩjem wa Miriijem in je bila objavljena leta 1977, sta izzvala takratnega kenijskega podpredsednika Daniela arap Moija, da je ukazal njegovo aretacijo. Med priporom v zaporu z najvišjo stopnjo varnosti v Kamitiju je Ngũgĩ na toaletni papir, ki ga je dobil v zaporu, napisal prvi sodobni roman v kikujščini Hudič na križu (Caitaani mũtharaba-Inĩ).
Po izpustitvi decembra 1978 ga niso vrnili na delovno mesto profesorja na Univerzi v Nairobiju, njegova družina pa je bila nadlegovana. Zaradi pisanja o krivicah takratne diktatorske vlade sta bila Ngugi in njegova družina prisiljena živeti v izgnanstvu. Šele po upokojitvi Daniela arap Moija leta 2002, najdlje vladajočega kenijskega predsednika, so se lahko varno vrnili.
Med bivanjem v zaporu se je Ngũgĩ odločil, da bo prenehal pisati svoje igre in druga dela v angleščini ter začel vsa svoja ustvarjalna dela pisati v maternem jeziku, kikujščini.

### Izgnanstvo
Leta 1984 je bil gostujoči profesor na Univerzi v Bayreuthu, naslednje leto pa je bil rezidenčni pisatelj v londonskem okrožju Islington. Študiral je tudi film na Inštitutu za dramo v Stockholmu na Švedskem leta 1986. Istega leta je tudi izšel Matigari ma Njiruungi (angleško Matigari).
Med njegovimi poznejšimi deli so: Detained, njegov zaporniški dnevnik (1981), Decolonising the Mind: (1986), esej, v katerem zagovarja izražanje afriških pisateljev v njihovih maternih jezikih in ne v evropskih jezikih, da bi se tako odrekli dolgotrajnim kolonialnim povezavam in ustvarili pristno afriško književnost, ter Matigari ma Njiruungi (angleško Matigari) (1987), eno njegovih najbolj znanih del, satira, ki temelji na ljudski pravljici Gikuyu.
Ngũgĩ je bil med letoma 1989 in 1992 gostujoči profesor angleščine in primerjalne književnosti na Univerzi Yale. Leta 1992 je bil gost na Kongresu južnoafriških pisateljev, poleg tega pa je z Mzijem Maholo preživel nekaj časa v letu, ko je postal profesor primerjalne književnosti na Univerzi v New Yorku. Trenutno je zaslužni profesor angleščine in primerjalne književnosti ter prvi direktor Mednarodnega centra za pisanje in prevajanje na Univerzi Kalifornije v Irvinu.

### 21. stoletje
8. avgusta 2004 se je Ngũgĩ vrnil v Kenijo v okviru enomesečne turneje po Vzhodni Afriki. 11. avgusta so roparji vdrli v njegovo strogo varovano stanovanje: napadli so Ngũgĩja, spolno napadli njegovo ženo in ukradli različne dragocene predmete. Ko se je Ngũgĩ po koncu mesečnega potovanja vrnil v Ameriko, so zaradi suma zločina aretirali pet moških, med njimi tudi Ngũgĩjovega nečaka. Poleti 2006 je ameriška založba Random House izdala njegov prvi novi roman po skoraj dveh desetletjih, Wizard of the Crow, ki ga je avtor prevedel v angleščino iz kikujščine
10. novembra 2006 je v San Franciscu v hotelu Vitale eden izmed zaposlenih nadlegoval Ngũgĩja in mu ukazal, naj zapusti hotel. Dogodek je sprožil javni protest in razburil Afroameričane in pripadnike afriške diaspore, ki živijo v Ameriki, zaradi česar se je hotel opravičil.
Njegove nedavne knjige vključujejo Globalectics: Theory and the Politics of Knowing (2012), in Something Torn and New: An African Renaissance, zbirka esejev, izdana leta 2009 in v kateri so avtorji utemeljevali ključno vlogo afriških jezikov pri "vstajenju afriškega spomina. Temu sta sledili dve dobro sprejeti avtobiografiji: Dreams in a Time of War: a Childhood Memoir (2010) in the House of the Interpreter: A Memoir (2012), ki ga je Los Angeles Times med drugim označil za "briljantnega in pomembnega".
Njegova knjiga The Perfect Nine, ki je bila prvotno napisana in objavljena v kikujščini kot Kenda Muiyuru: Rugano Rwa Gikuyu na Mumbi (2019), je Ngũgĩ leta 2020 prevedel v angleščino. V tej epski poeziji na novo predstavlja zgodbo o izvoru njegovega ljudstva.
Marca 2021 je knjiga The Perfect Nine postala prvo delo, napisano v avtohtonem afriškem jeziku, ki je bilo uvrščeno na seznam za mednarodno Bookerjevo nagrado, Ngũgĩ pa je postal prvi nominiranec kot avtor in prevajalec iste knjige.

## Priznanja
- 1963: Vzhodnoafriška romanska nagrada
- 1964: Prva nagrada Unesca za njegov roman Weep Not Child na prvem svetovnem festivalu temnopolte in afriške umetnosti v Dakarju v Senegalu
- 1973: nagrada Lotus za književnost, Almati, Kazahstan
- 1992 (6. april): nagrada Paul Robeson za umetniško odličnost, politično zavest in integriteto v Filadelfiji
- 1992 (oktober): počaščen s strani Univerze v New Yorku z imenovanjem za profesorja jezikov Ericha Marie Remarquea kot "priznanje za izredne znanstvene dosežke, močno vodstvo v univerzitetni skupnosti in stroki ter pomemben prispevek k našemu izobraževalnemu poslanstvu."
- 1993: Nagrada Zola Neale Hurston-Paul Robeson za umetniške in znanstvene dosežke, ki jo podeljuje Nacionalni svet za črnske študije v Akri , Gana
- 1994 (oktober): Gwendolyn Brooks Center Contributors Award za pomemben prispevek k temnopolti literarni umetnosti
- 1996: Nagrada Fonlon-Nichols, New York, za umetniško odličnost in človekove pravice
- 2001: Noninova mednarodna nagrada za književnost
- 2002: Zimbabvejski mednarodni knjižni sejem , "Najboljših dvanajst afriških knjig dvajsetega stoletja."
- 2002 (julij): zaslužna profesorica angleščine in primerjalne književnosti, UCI.
- 2002 (oktober): Medalja predsedstva italijanskega kabineta, ki jo podeljuje Mednarodni znanstveni odbor Centra Pio Manzu, Rimini, Italija.
- 2003 (maj): častni tuji član Ameriške akademije za umetnost in literaturo.
- 2003 (december): Častno dosmrtno članstvo Sveta za razvoj družboslovnih raziskav v Afriki (CODESRIA),
- 2004 (23.–28. februar): Gostujoči sodelavec Centra za humanistične raziskave.
- 2006: Wizard of the Crow je št. 3 na lestvici 10 najboljših knjig leta revije Time (evropska izdaja)
- 2006: Wizard of the Crow je ena izmed najboljših knjig The Economista leta
- 2006: Wizard of the Crow je eden od izborov Salon.com za najboljšo leposlovje leta
- 2006: Wizard of the Crow je zmagovalec Winter 2007 Preberi to! za Lit-Blog Co-Op; Literarni salon
- 2006: Wizard of the Crow poudarjen na seznamu najljubših knjig Washington Posta leta.
- 2007: Wizard of the Crow - finalist na dolgem seznamu za nagrado Independent Foreign Fiction Prize 2007.
- 2007: Wizard of the Crow – finalist v ožjem izboru pisateljske nagrade Commonwealtha 2007 za najboljšo knjigo – Afrika.
- 2007: Wizard of the Crow - dobitnik zlate medalje v leposlovju za California Book Awards 2007
- 2007: Wizard of the Crow - nagrada Aspen za književnost 2007
- 2007: Wizard of the Crow – finalist za nagrado Hurston/Wright Legacy Award za temnopolto književnost 2007
- 2008: Wizard of the Crow nominiran za nagrado IMPAC Dublin 2008
- 2008 (2. april): Red starešine gorečega kopja (Kenijska medalja – podelil jo je kenijski veleposlanik v ZDA v Los Angelesu).
- 2008: Dan in Maggie Inouye, ugledna predstojnika za demokratične ideale, Havajska univerza v Mānoi .
- 2009: v ožjem izboru za mednarodno nagrado Man Booker
- 2011: (17. februar) nagrada Afriškega kanala za literarne dosežke.
- 2012: Nagrada National Book Critics Circle (finalist Avtobiografija) za In House of the Interpreter
- 2012 (31. marec): Nagrada WEB Du Bois, Nacionalna konferenca temnopoltih pisateljev, New York.
- 2013 (oktober): UCI medalja
- 2014: Izvoljen v Ameriško akademijo znanosti in umetnosti
- 2014 (16. november): Počaščen na gala ob 10. obletnici založbe Archipelago Books v New Yorku.
- 2016: nagrada Park Kyong-ni
- 2016 (14. december): Sanaa Theatre Awards/Nagrada za življenjsko delo kot priznanje za odličnost v kenijskem gledališču, kenijskem narodnem gledališču.
- 2017: Los Angeles Review of Books /Nagrada UCR Creative Writing Lifetime Achievement Award
- 2018: Grand Prix des mécènes GPLA 2018 za celotno delo.
- 2019: nagrada Premi Internacional de Catalunya za njegovo pogumno delo in zagovarjanje afriških jezikov
- 2021: v ožjem izboru za mednarodno Bookerjevo nagrado za The Perfect Nine
- 2021: Izvoljen za mednarodnega pisatelja Royal Society of Literature
- 2022: Nagrada PEN/Nabokov za dosežke v mednarodni književnosti

### Častne diplome
- Albright College , doktorica humane literature honoris causa , 1994
- Univerza v Leedsu , častni doktorat književnosti (LittD), 2004
- Univerza Walter Sisulu (prej U. Transkei), Južna Afrika , častna diploma, doktor književnosti in filozofije, julij 2004.
- Kalifornijska državna univerza, Dominguez Hills , častna diploma, doktor humane literature, maj 2005.
- Univerza Dillard, New Orleans , častna diploma, doktor humane literature, maj 2005.
- Univerza v Aucklandu , častni doktorat književnosti (LittD), 2005
- Univerza v Dar es Salaamu , častni doktorat iz književnosti, 2013
- Univerza v Bayreuthu , častni doktorat (dr. phil. hc), 2014
- Univerza KCA, Kenija , častni doktorat človeških književnosti (honoris causa) v izobraževanju, 27. november 2016
- Univerza v Edinburghu , častni doktorat (D.Litt.), 2019
- Častni doktorat, Roskilde, Danska

## Izdaje

### Romani
- Weep Not, Child (1964),
- The River Between (1965),
- A Grain of  Wheat (1967, 1992) (slovensko: Pšenično zrno; prevedla Katja Zakrajšek, 2022),
- Petals of  Blood (1977) (slovensko: Krvavi cvetni listi; prevedel Ferdinand Miklavc, 1980),
- Caitaani Mutharaba-Ini (Devil on the Cross, 1980),
- Matigari ma Njiruungi, 1986 (Matigar, v angleščino prevedel Wangui wa Goro, 1989),
- Mũrogi wa Kagogo (Wizard of the Crow, 2004),
- The Perfect Nine: The Epic of Gĩkũyũ and Mũmbi (2020)

### Zbirke kratkih zgodb
- Meeting in the Dark (1974),
- Secret Lives, and Other Stories (1976, 1992),
- Minutes of Glory and Other Stories (2019)

### Druga strokovna literatura
- Education for a National Culture (1981),
- Barrel of a Pen: Resistance to Repression in Neo-Colonial Kenya (1983),
- Mother, Sing For Me (1986),
- Writing against Neo-Colonialism (1986),
- Decolonising the Mind: The Politics of Language in African Literature (1986),
- Moving the Centre: The Struggle for Cultural Freedoms (1993),
- Penpoints, Gunpoints and Dreams: The Performance of Literature and Power in Post-Colonial Africa (1998),
- Something Torn and New: An African Renaissance (2009),
- Globalectics: Theory and the Politics of Knowing (2012),
- Secure the Base: Making Africa Visible in the Globe (2016)

### Otroške knjige
- Njamba Nene and the Flying Bus (v angleščino prevedel Wangui wa Goro) (izvirnik: Njamba Nene na Mbaathi i Mathagu, 1986)
- Njamba Nene and the Cruel Chief (v angleščino prevedel Wangui wa Goro) (izvirnik: Njamba Nene na Chibu     King'ang'i, 1988)
- Njamba Nene's Pistol (v angleščino prevedel Wangui wa Goro) (izvirnik: Bathitoora ya Njamba Nene, 1990)
- The Upright Revolution: Or Why Humans Walk Upright (v angleščino prevedel sam) (izvirnik: Ituĩka Rĩa     Mũrũngarũ: Kana Kĩrĩa Gĩtũmaga Andũ Mathiĩ Marũngiĩ, 2019)